# Ga Bujeon
Ga Bujeon là ga xe lửa ở Busan, Hàn Quốc, và nằm ở trung tâm Seomyeon, Busan. Nhà ga là ga cuối của Tuyến Donghae Nambu và Tuyến Bujeon. Ngoài ta, tàu KTX trên Tuyến Gyeongbu lên kế hoạch dừng tại nhà ga này.

## Dịch vụ
Nhà ga phục vụ bởi Tuyến Gyeongjeon nối Bujeon với Mokpo, Jeolla Nam, Tuyến Donghae Nambu nối Bujeon với Pohang, Gyeongsang Bắc, và Tuyến Jungang nối Bujeon với Cheongnyangni, Seoul.

## Hình ảnh

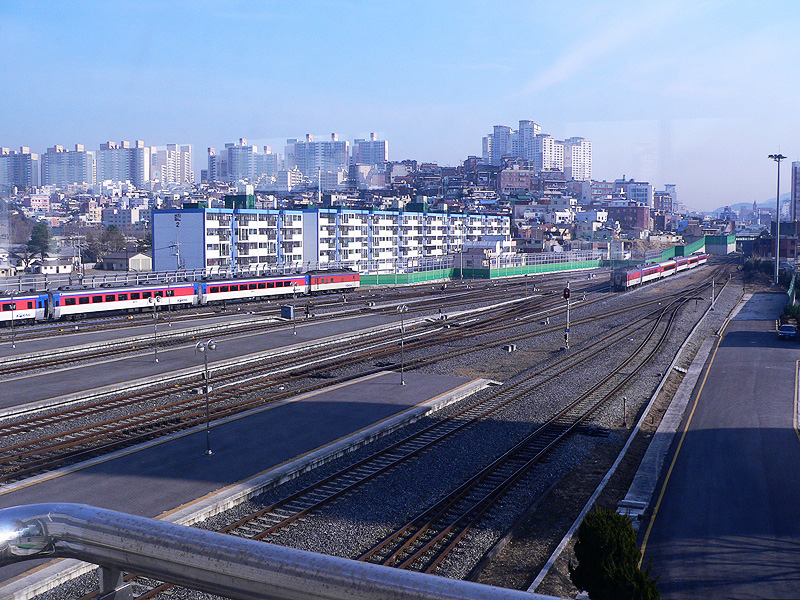
Đường ray
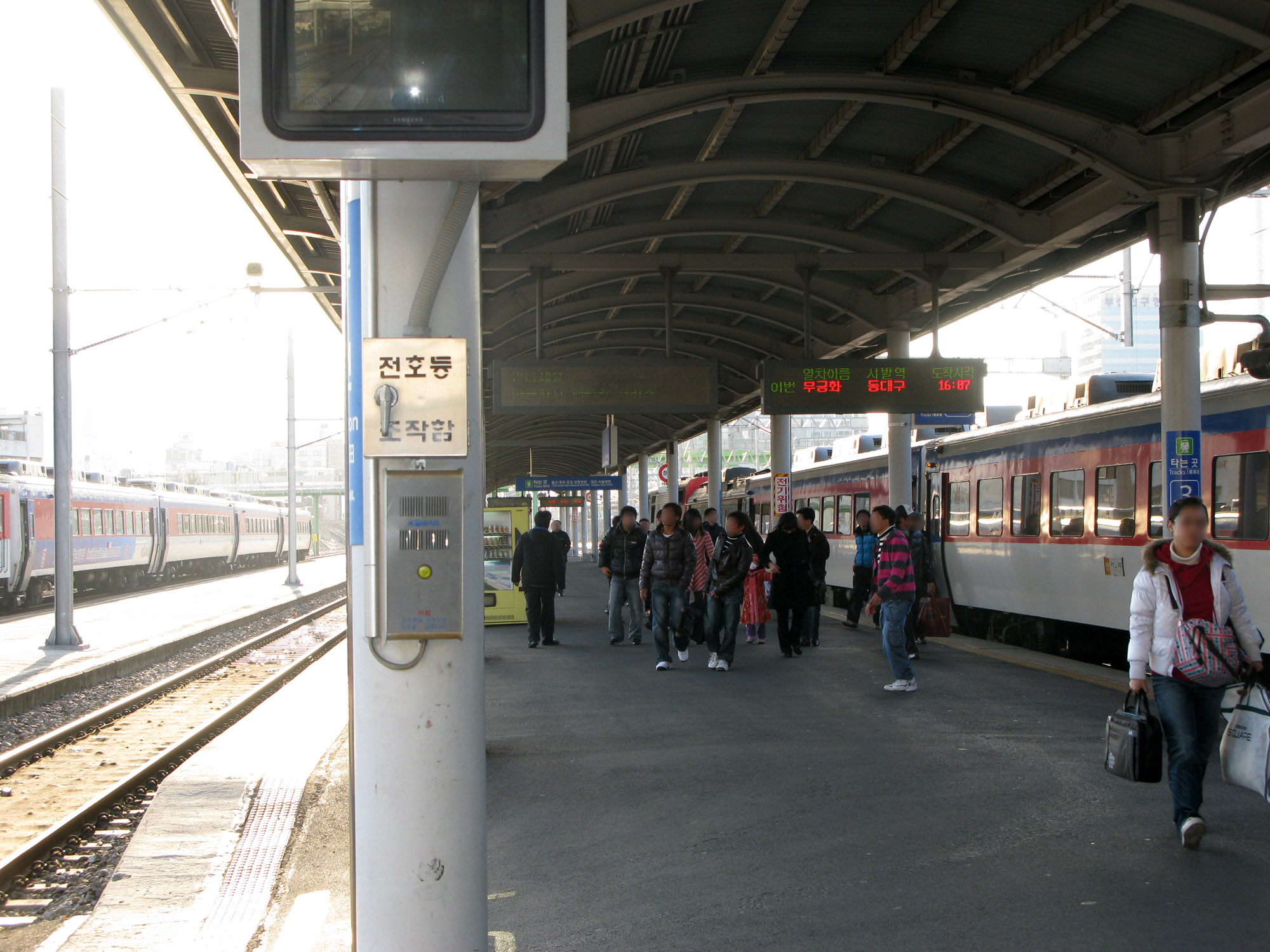
Sân ga
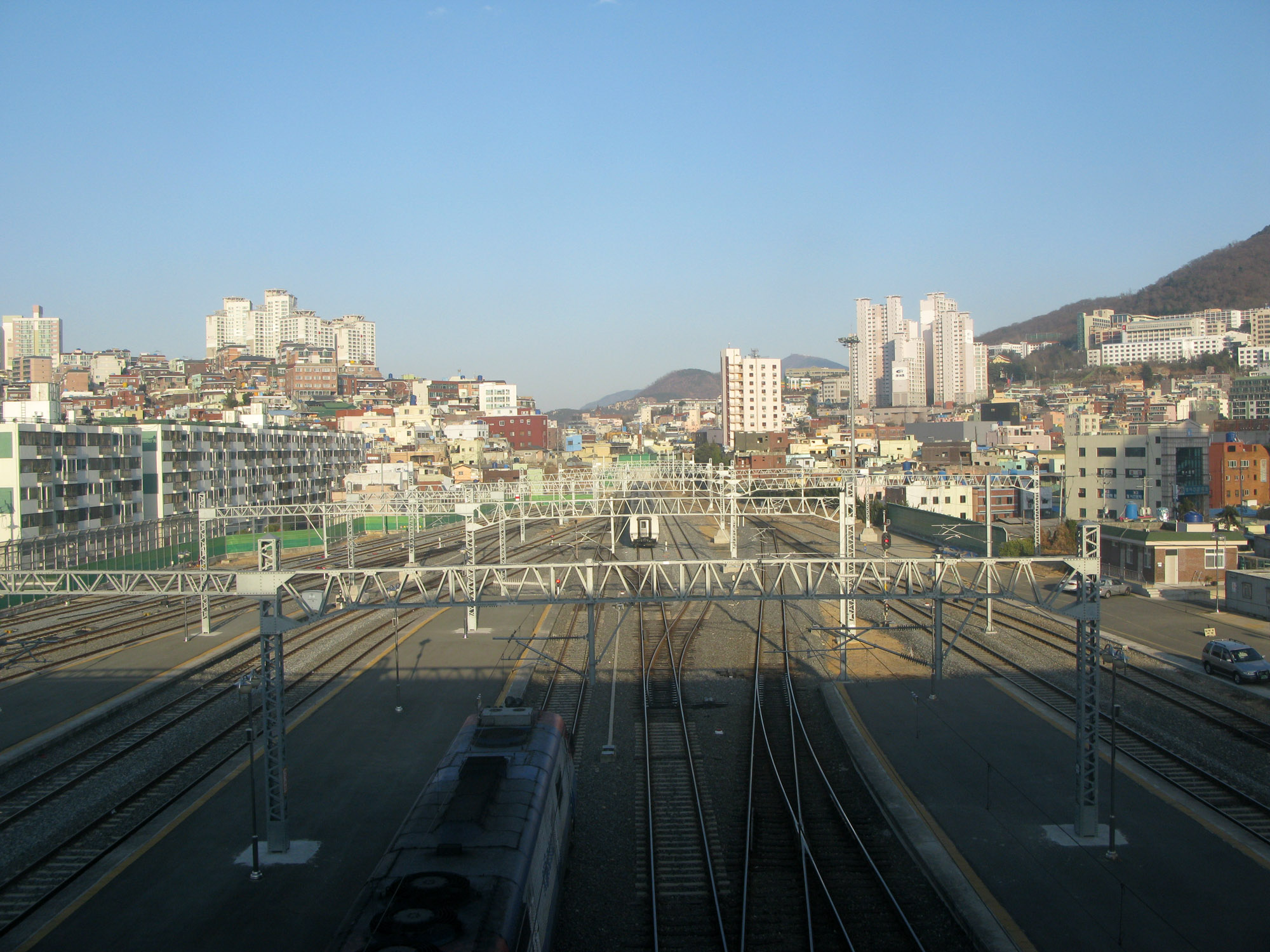
Sân ga

## Liên kết
- Trạm thông tin mạng từ Tổng công ty vận chuyển Busan

Bản mẫu:Tuyến Bujeon